# Yesanguan (köpinghuvudort i Kina, Hubei Sheng, lat 30,62, long 110,32)
Yesanguan (kinesiska: 野三关, 野三关镇) är en köpinghuvudort i Kina. Den ligger i provinsen Hubei, i den centrala delen av landet, omkring 380 kilometer väster om provinshuvudstaden Wuhan. Antalet invånare är 61 233. Befolkningen består av 30 131 kvinnor och 31 102 män. Barn under 15 år utgör 16,0 %, vuxna 15-64 år 73 %, och äldre över 65 år 10,0 %.
Runt Yesanguan är det ganska tätbefolkat, med 124 invånare per kvadratkilometer. Yesanguan är det största samhället i trakten. I omgivningarna runt Yesanguan växer i huvudsak blandskog.
Genomsnittlig årsnederbörd är 1 561 millimeter. Den regnigaste månaden är september, med i genomsnitt 241 mm nederbörd, och den torraste är december, med 23 mm nederbörd.